# Microsoft Arcade
Microsoft Arcade  es una serie de compilaciones de videojuegos clásicos de arcade.
Aunque los juegos incluidos en estas compilaciones eran muy similares a los juegos de arcade originales tanto en apariencia como en jugabilidad, eran versiones recién creadas, no versiones del código del juego de arcade original; estas versiones de los juegos se programaron específicamente para Windows 95, con cada juego ejecutándose en una ventana pequeña (o en una ventana grande con un borde). Cada juego permitía ciertas personalizaciones que no estaban disponibles en el juego de arcade original, es decir, la cantidad de vidas y niveles de bonificación. Los archivos de ayuda de Microsoft incluidos con los juegos contenían el historial del desarrollo de las versiones originales de los juegos.

## Microsoft Arcade
La primera compilación se publicó en 1993 en un único disquete de 1,44 MB tanto para Microsoft Windows 3.1 como para  Apple Macintosh. Contenía versiones de los siguientes juegos de arcade de Atari:
- Tempest
- Battlezone
- Asteroides
- Centipede
- Comando de misiles

## Return of Arcade
Se lanzaron dos versiones posteriores, incluidos los juegos de arcade de Bandai Namco. El primero fue   'Microsoft Return of Arcade'  , lanzado en abril de 1996. La compilación vendió 335,176 copias en 1996, convirtiéndose en el octavo juego de PC más vendido ese año.
Esta compilación contiene:
- Pac-Man
- Dig Dug
- Galaxian
- Pole Position

En 2000, para celebrar el vigésimo aniversario de 'Pac-Man' ', Microsoft relanzó' 'Return of Arcade' 'y añadió' 'Ms. Pac-Man  (como se presenta en  Revenge of Arcade ) a la lista de juegos. No se incluyó ninguno de los otros juegos de  Revenge of Arcade . Este paquete actualizado se llamó   'Microsoft Return of Arcade: Anniversary Edition'  .

## Microsoft Revenge of Arcade
El segundo seguimiento, lanzado en 1998, se llamó   'Microsoft Revenge of Arcade' y contenía:
- Ms. Pac-Man
- Mappy
- Rally-X
- Xevious
- Motos

Oficialmente, ambos seguimientos requerían Windows 95 o posterior, aunque la demostración de  Return of Arcade  es un programa de 16 bits que solo requiere WinG para ejecutarse en Windows 3.1.

## Recepción
Computer Gaming World  en 1993 declaró que la adaptación de los cinco juegos de  Microsoft Arcade  ' era "casi perfecta". Citó favorablemente las muchas sugerencias y estrategias incluidas en los archivos WinHelp para los juegos y la clave de jefe. La revista prefirió "Battlezone" de entre los cinco juegos de "Microsoft Arcade", pero afirmó que "se ha hecho mejor desde entonces" con juegos como " Spectre . A pesar de descubrir que los juegos "quedaron obsoletos por la tecnología", predijo que "Arcade" tendría mucho éxito debido a la nostalgia y deseó que Microsoft hubiera actualizado los juegos con gráficos y jugabilidad modernos.  Microsoft Arcade  fue nombrado el mejor juego de arcade de computadora de 1993 por   Computer Games Strategy Plus .
En los Estados Unidos, "Return of Arcade" debutó en la posición 16 en la clasificación de ventas de juegos de computadora de PC Data para abril de 1996. Y volvió a colarse en el ranking con un décimo lugar el mes siguiente, continuó en la lista de los 10 primeros hasta agosto, alcanzando el puesto número 5. La racha del juego entre los 20 mejores se celebró hasta noviembre, pero terminó con una caída de las listas en diciembre. Según PC Data,  Return of Arcade  fue el octavo juego de computadora más vendido en los Estados Unidos en 1996 en general, después de ocupar el puesto 16 en la clasificación durante la primera mitad del año. PC Data reportó las ventas del juego en 335,176 unidades ese año, lo que generó ingresos de $ 9.5 millones.